# Czarna Wieś (województwo podlaskie)
Czarna Wieś – wieś w Polsce położona w województwie podlaskim, w powiecie grajewskim, w gminie Rajgród. 
Wieś jest siedzibą sołectwa Czarna Wieś w którego skład wchodzi również miejscowość Tama.
W latach 1975–1998 miejscowość administracyjnie należała do województwa łomżyńskiego.